# Jan Griffier

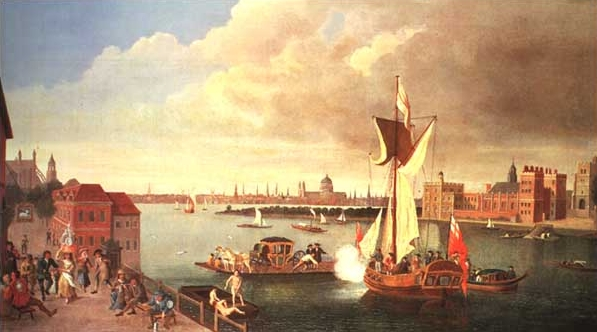
The Thames at Horseferry av Griffier.

Vinterscen med skridskoåkare av Jan Griffier. Olja på duk, Hallwylska museet.

Jan Griffier, född omkring 1652, död 1718, var en nederländsk konstnär.
Griffier var mestadels verksam i London, där hans landskapsbilder fick god avsättning. Utan egentlig självständighet, slöt han sig i sin konst skickligt dels till Jacob Isaakszoon van Ruysdael och Herman Saftleven, dels till Rembrandt. En mängd bilder av Griffier finns i offentliga och enskilda samlingar, bland annat i Nationalgalleriet, Oslo.